# 少女系
少女系（日語：乙女系；平假名：おとめけい），日語借詞，包含以下的兩個意義：
1. 戀愛的少女感興趣的女性小說和漫畫、少女遊戲等的總稱。
2. 年輕女性的次文化。以前稱為少女文化；1990年代後半以後，不僅包含以前的少女愛好的事物，而且重組出多種多樣傾向的文化。